# Engl von Wagrain

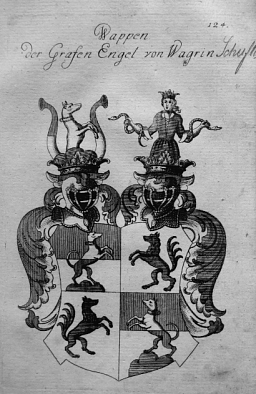
Wappen der Grafen Engel von Wagrain

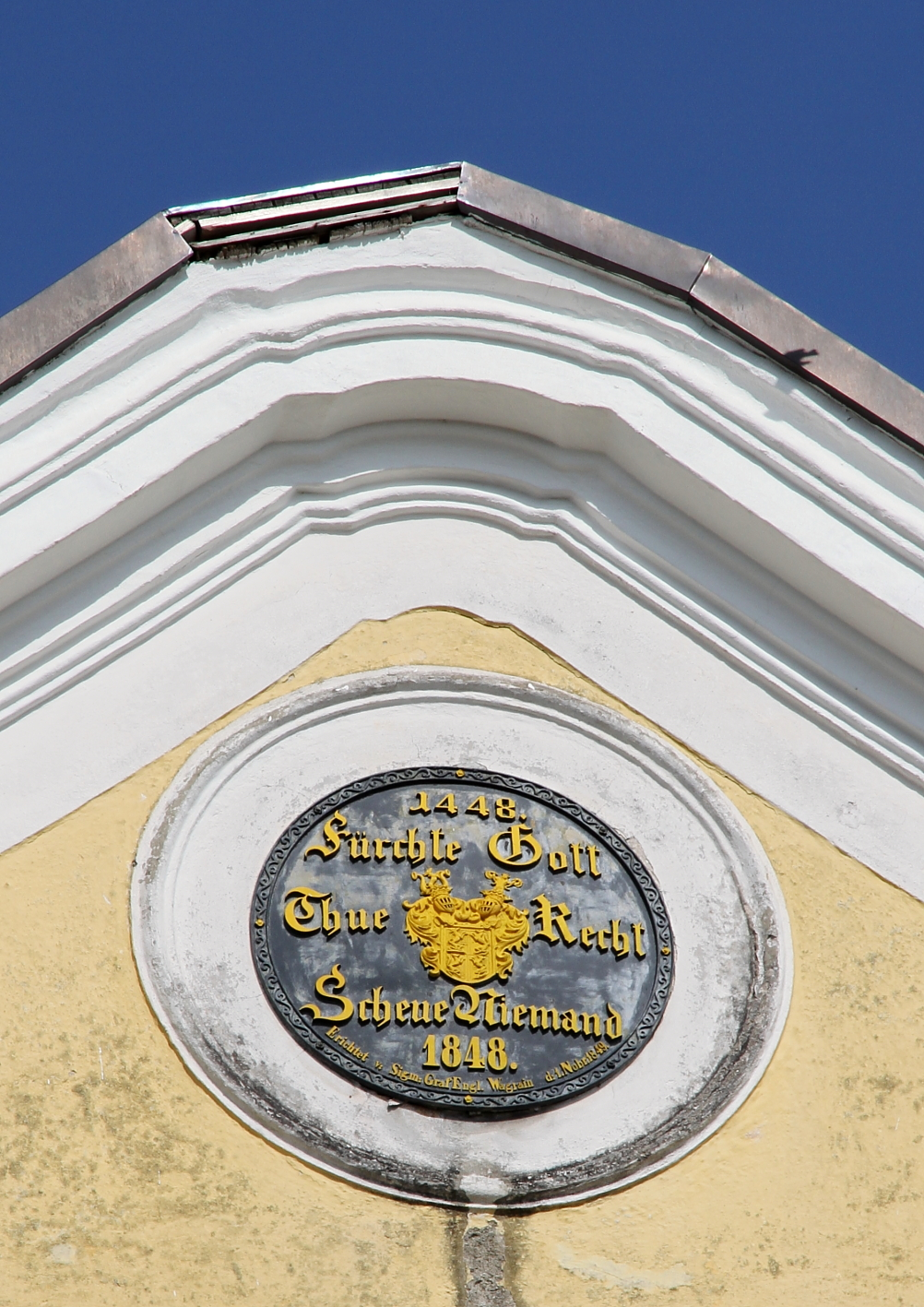
Wappen der Familie Engel am südseitigen Giebel von Schloss Wagrain mit dem umgebenden Spruch: „1448 Fürchte Gott, Tue Recht, Scheue Niemand 1848“

Engl von Wagrain (auch Engel, Engl von und zu Wagram) war ein oberösterreichisches Adelsgeschlecht, das nach dem Edelsitz Wagrain bei Vöcklabruck benannt ist. 1598 wurde David, zu Wagrain und Schöndorf, mit seinem älteren Bruder Simon, zu Lizzlberg, in den jungen und 1615 in den alten Ritterstand aufgenommen. 1681 erhielt das Geschlecht die Freiherren- und 1717 die Reichsgrafenwürde. 1853 starb die Seisenburger Linie aus und 1910 die Wagrainer.

## Geschichte
Die Stammfolge beginnt mit Albert (Albrecht) Engl, der 1440 den Adelssitz Purgstall in Vöcklabruck vom römisch-deutschen König Friedrich III. als Lehen erhielt. 1499 genehmigte König Maximilian I. seinem Sohn Abrecht II. den Neubau eines Edelsitzes an dieser Stelle und sich danach Engl zu Wagrain zu nennen.
Die Engl von und zu Wagrain waren infolge Patrizier in Steyr, 1509 wird Augustin genannt. Stefan hatte 1566 ein städtisches Amt in Steyr inne, sodass er vom Adelsaufgebot Kaiser Maximilian II. entbunden wurde. Stefans Söhne Simon Engl zu Litzlberg und sein Bruder David Engl zu Wagrain und Schöndorf wurden am 21. April 1598 in den österreichischen neuen Ritterstand aufgenommen. Die Engl besaßen Güter in Ober- und Niederösterreich und waren damit auch Mitglied der jeweiligen Landstände im Ritterstand, als Grafen dann im Herrenstand.
Die Engl von Wagrain hatten ihre Grablege in der Wallfahrtskirche Maria Schöndorf.
Simon Engl von Wagrain war Protestant und ließ in Litzlberg ein Bethaus errichten, das heute nicht mehr existiert. Im März 2020 wurde an der Stelle, wo es gestanden hat, bei einem Hausbau eine in einem Holz-Metall-Sarg bestattete Frau samt Grabbeigaben im Boden gefunden. Die Bestattete wurde als Simon Engls Frau Anna Engl von Wagrain, geb. Furth († 1620) identifiziert; eine ebenfalls geborgene männliche Bestattung muss noch identifiziert werden.

## Persönlichkeiten
- Franz Friedrich Thomas Graf Engl von und zu Wagrain (1688–1767), k. k. Kämmerer, niederöst. Viertelkommissär des V.O.M.B., oberöst. Herrenstandsverordneter
- Franz Anton Engl von Wagrain (1702–1777), Bischof des Csanáder Bistums
- Alexander Franz Joseph von Engel (1722–1800), einziger Bischof der kurz bestehenden Diözese Leoben

## Wappen
Stammwappen

Ein geteilter Schild, oben rot unten weiß, darin auf einem blauen (oder lasurfarbenen) Dreiberg ein stehender, zum Sprung bereiter Windhund mit gelbem (goldenem) Halsband, oben weiß (Silber) unten rot.
Freiherrnwappen

Ein gevierter Schild, in 1 und 4 das Stammwappen, in 2 und 3 auf weißem Grund ein blauer aufsteigender Wolf (Wappen der abgestorbenen Wixenstain). Zwei Helme, der linke mit zwei geteilten Büffelhörnern, oben rot unten weiß, dazwischen der wachsende Windhund mit goldenem Halsband. Der rechte Helm zeigt eine wachsende gekrönte blau (Lasurfarben) gekleidete Jungfrau mit fliegenden Haaren und weißen Aufschlägen und Kragen, die mit nackten Unterarmen zwei naturfarbene Schlangen hält.
die Helmdecken sind rot-weiß bzw. blau-weiß.